# Jaroslav Tumlíř
Jaroslav Tumlíř (28. listopadu 1902 Nové Město nad Metují, Spy – 8. července 1977 Praha) byl český spisovatel, dramatik, divadelní dramaturg, umělecký šéf a spoluzakladatel několika divadel, herec, knihovník Ústřední knihovny hl. m. Prahy, kde se podílel na vzniku divadelního oddělení, a také redaktor a divadelní referent a kritik.

## Život
Narodil se dne 28. listopadu 1902 ve vesnici Spy (nyní část Nového Města nad Metují) do rodiny řídícího učitele.
Studoval na pražské Státní konzervatoři hudební a dramatické. Na podnět Jána Borodáče odešel se svými spolužáky na Slovensko, kde byl v letech 1921–1922 členem souboru SND II. – Maršky, v němž ztvárňoval převážně postavy mladých zamilovaných mužů. Jeho herecké výkony údajně nevzbuzovaly větší pozornost kritiky ani obecenstva. Poté, co se tento umělecký soubor rozpadl, vrátil se do Čech a v letech 1922–1923 působil v pražském Švandově divadle. V dubnu 1924 se s dalšími toho času nezaměstnanými absolventy pražské i brněnské herecké konzervatoře pod patronací Jiřího Mahena spolupodílel na založení Českého studia v Brně. Tam působil jako herec. V roce 1925 dostal nabídku na místo dramaturga pražského Divadla Komedie a opět se vrátil do Prahy. V roce 1928 založil divadelní soubor Akropolis, v němž se stal uměleckým vedoucím.
V letech 1929–1948 byl zaměstnán v Ústřední knihovně hlavního města Prahy. V roce 1932 působil v pozici administračního eléva ve 2. třídě, později se stal administračním úředníkem. V rámci knihovny se podílel na vybudování Divadelního a filmového oddělení, otevřeného v listopadu 1942. V tu dobu byla v knihovně zřízena i poradna pro ochotnické skupiny, kterou vedl. Přispíval do knihovního časopisu Knihy a čtenáři pod šifrou Tř.
V době 2. světové války pomáhal založit u Františka Grabingera kočující společnost s názvem Divadlo práce a v letech 1943–1945 byl jejím dramaturgem. Ve stejné profesi působil v letech 1947–1948 v Divadle města Žižkova. Na základě požadavku Akčního výboru Národní fronty v knihovně ze dne 27. února 1948 byl odvolán z funkce vedoucího distribučního oddělení a jmenován správcem knihovny na Žižkově, aby se tam mohl plně věnovat divadlu města Žižkova. Nakonec z knihovny odešel.
V roce 1948 se podílel na založení divadla v pražské Libni (tehdy Divadlo S. K. Neumanna, dnes Divadlo pod Palmovkou), kde jako dramaturg působil do roku 1950. Za zmínku stojí to, že si komunistická strana kladla požadavky na inscenace a podobu jejich zpracování. Z toho důvodu se stávalo, že byly hry poměrně brzy stahovány z repertoáru, případně se na něj vůbec nedostaly. Z toho důvodu měl Tumlíř tzv. dramaturgickou pomůcku – seznam divadelní literatury z Městské knihovny. V situaci, kdy bylo třeba rychle nasadit novou hru, mohl rychle navrhovat řešení.
V letech 1950–1956 pracoval jako režisér a ředitel Městského oblastního divadla v Benešově. Z Benešova se vrátil do Prahy, konkrétně do tehdejšího divadla Československé armády (dnes Divadlo na Vinohradech), kde v letech 1956–1959 zastával funkci vedoucího uměleckého souboru (správního ředitele). V letech 1960–1964 působil jako ředitel Městského divadla (tehdy bratří Mrštíků) v Brně. V roce 1964 odtamtud odešel do důchodu.

## Dílo
Literárně se věnoval poezii (vydal několik sbírek, např. Hořící strom z roku 1924 či Papírový drak z roku 1931) i dramatické tvorbě.
Jako divadelní dramatik napsal několik veseloher, např. Nemravný život (1928) či Pan Paďour mezi trampy (1936). Námět jeho hry Strašidelná tetička posloužil k natočení filmu „Tetička” režisérem Martinem Fričem v roce 1941.
Věnoval se však také dramatizaci literárních děl. Roku 1949 převedl na divadelní prkna Gogolovu povídku Koho čert provázkem svázal, a to pro potřeby libeňského divadla, kde tehdy působil jako dramaturg. V roce 1950 zdramatizoval román Aloise Jiráska Skaláci. O dva roky později (1952) zdramatizoval ještě další Jiráskovo dílo, a sice části z jeho trilogie Mezi proudy. Ze slovenštiny přeložil komedii Jána Skalky Kozí mléko.
Věnoval se i teorii divadelní režie v publikaci Režie divadelní hry (1946), tvorbě pro rozhlas a pohádkám pro děti (Očarovaný kraj či básnická pohádka O zlatovlasé Aničce...).
V letech 1940–1944 působil také jako divadelní referent a kritik v kulturním týdeníku Praha v týdnu, kam přispíval svými referáty o divadle a filmu.

### Divadelní hry
- TUMLÍŘ, Jaroslav. Blahoslavená lenost: veselohra o 3 jednáních. Praha: Evžen J. Rosendorf, [1933]. 51 s. Hry českého jeviště; [Sv.] 124.
- TUMLÍŘ, Jaroslav. Křest svatého Vladimíra: satyrická báseň o třech jednáních. Kutná Hora: K. Šolc, 1925. 8, 88 s. Comoedia. Edice divadelních her; sv. 4.
- TUMLÍŘ, Jaroslav. Nemravný život: veselohra o 3 jednáních. Praha: Jos. Šváb, 1928. 59 s. Švábovo lidové divadlo; sv. 14.
- TUMLÍŘ, Jaroslav: Než lípy rozkvetly: hra o třech jednáních. Praha: Dilia, 1955. 90 s. Premiéra v Divadle města Žižkova.[8]
- TUMLÍŘ, Jaroslav. Očarovaný kraj: Od pohádky k povídce. V Praze: nákladem vlastním, 1946. 112-[II] s.
- TUMLÍŘ, Jaroslav. Pan Paďour mezi trampy: bujná veselohra o 3 jednáních ... V Praze: E. J. Rosendorf, [1936. 60 s. Lidové hry českého jeviště; sv. 267.
- TUMLÍŘ, Jaroslav. Početnice lásky: komedie o čtyřech jednáních. Praha: Evžen J. Rosendorf, [1932]. 80 s. Hry českého jeviště; Č. 110.
- TUMLÍŘ, Jaroslav. Prameny hněvu: hra o 3 dějstvích (9 obrazech). Praha: ČDLJ, 1954. 87, [1] s. Popisuje husitské období, premiéra v lednu 1954 v oblastním divadle v Benešově.[8]
- TUMLÍŘ, Jaroslav a PLEVA, Libor, ed. Slepé dívky: hra o 3 dějstvích. Praha: Dilia, 1960. 84, [1] s.
- TUMLÍŘ, Jaroslav. Sto starých jmen. Podle námětu románu Žok rýže maďarské spisovatelky R. Mellerové. Premiéra v žižkovském divadle 7. dubna 1949.[8]
- TUMLÍŘ, Jaroslav. Strašidelná tetička: veselá, téměř neuvěřitelná historie o třech dějstvích. Praha: Evžen J. Rosendorf, [1931]. 56 s. Lidové hry českého jeviště; [sv.] 115.

### Básně
- TUMLÍŘ, Jaroslav. Hořící strom. Praha: Jaroslav Tumlíř, 1924. 41 s.
- TUMLÍŘ, Jaroslav. O zlatovlasé Aničce a princi s bílými beránky: pohádka veršem pro recitační sbor. V Praze: nákladem J. Tumlíře, 1925. 25 stran.
- TUMLÍŘ, Jaroslav. Papírový drak: [verše]. V Praze: Alois Srdce, 1931. 40, [3] s.
- TUMLÍŘ, Jaroslav. Radostná zvěst křesťanství. Praha: Emil Hanf, 1934. 62, [2] s. Knihovnička časových otázek "Pochodeň"; sv. 2.

### Divadelní teorie
- TUMLÍŘ, Jaroslav. Režie divadelní hry. I. vydání. Praha: J. Dolejší, 1946. 126-[I] s. Moderní divadelní příručky; Sv. 2.

### Související stránky
Divadelní a filmové oddělení Městské knihovny v Praze